# Tessa Jowell
Tessa Jowell, wcześniej Tessa Jane Helen Douglas Palmer (ur. 17 września 1947 w Londynie, zm. 12 maja 2018 w Warwickshire) – brytyjska polityk, Paymaster-General, minister kultury mediów i sportu, minister odpowiedzialny za organizację Letnich Igrzysk Olimpijskich w Londynie w 2012 roku. Członkini Partii Pracy.
Wykształcenie odebrała w niezależnej St. Margaret's School w Aberdeen, następnie na tamtejszym uniwersytecie, na uniwersytecie w Edynburgu i na Goldsmiths College na uniwersytecie londyńskim. Następnie rozpoczęła pracę jako psychiatra, dochodząc do rangi asystenta dyrektora fundacji zdrowia psychicznego Mind. W 1978 r. została kandydatką Partii Pracy w wyborach uzupełniających w okręgu Ilford North, ale wybory te przegrała. Do Izby Gmin dostała się dopiero w 1992 r., kiedy wygrała wybory w okręgu Dulwich (od 1997 r. reprezentuje okręg Dulwich and West Norwood). Wkrótce została głównym mówcą opozycji na temat zdrowia. Następnie była opozycyjnym whipem, opozycyjnym mówcą ds. kobiet, a od 1996 r. członkiem opozycyjnego zespołu ds. zdrowia. Po wygranej Partii Pracy w wyborach 1997 r. została młodszym ministrem w departamencie zdrowia. W 1999 r. została przeniesiona do ministerstwa edukacji i zatrudnienia.
Po wyborach 2001 r. Jowell została ministrem kultury, mediów i sportu. Na tym stanowisku o 11 miesięcy opóźniła start kanału BBC Three z powodu różnic w poglądach na tematykę programów emitowanych w tej stacji. W 2003 r. doprowadziła do przyjęcia Communication Act, który powoływał nowy organ nadzoru mediów – Ofcom. Jowell pozostała w gabinecie do czerwca 2007 r., kiedy to nowy premier, Gordon Brown, usunął ją ze stanowiska ministra kultury, mediów i sportu. Jowell została natomiast Paymaster-General, ministrem ds. Londynu i ministrem ds. organizacji Igrzysk Olimpijskich 2012. Piastując te stanowiska Jowell miała prawo uczęszczać na zebrania gabinetu, ale oficjalnie nie była jego członkiem. Do gabinetu powróciła dopiero 5 czerwca 2009 r. otrzymując stanowisko ministra w Urzędzie Gabinetu. Pozostała w nim do porażki Partii Pracy w wyborach parlamentarnych w 2010 roku.
Pierwszym mężem Jowell był statystyk i socjolog Roger Jowell. Małżeństwo to zakończyło się rozwodem w 1976 roku. W 1979 r. Tessa poślubiła prawnika Davida Millsa. Para była w separacji po tym, jak we Włoszech rozpoczęto śledztwo przeciwko Millsowi w sprawie oszustw podatkowych.